# Bystra (dopływ Zakopianki)
Bystra (Bystra Woda) – potok, prawostronny dopływ Zakopianki o długości 9,14 km i średnim spadku 5,6%.

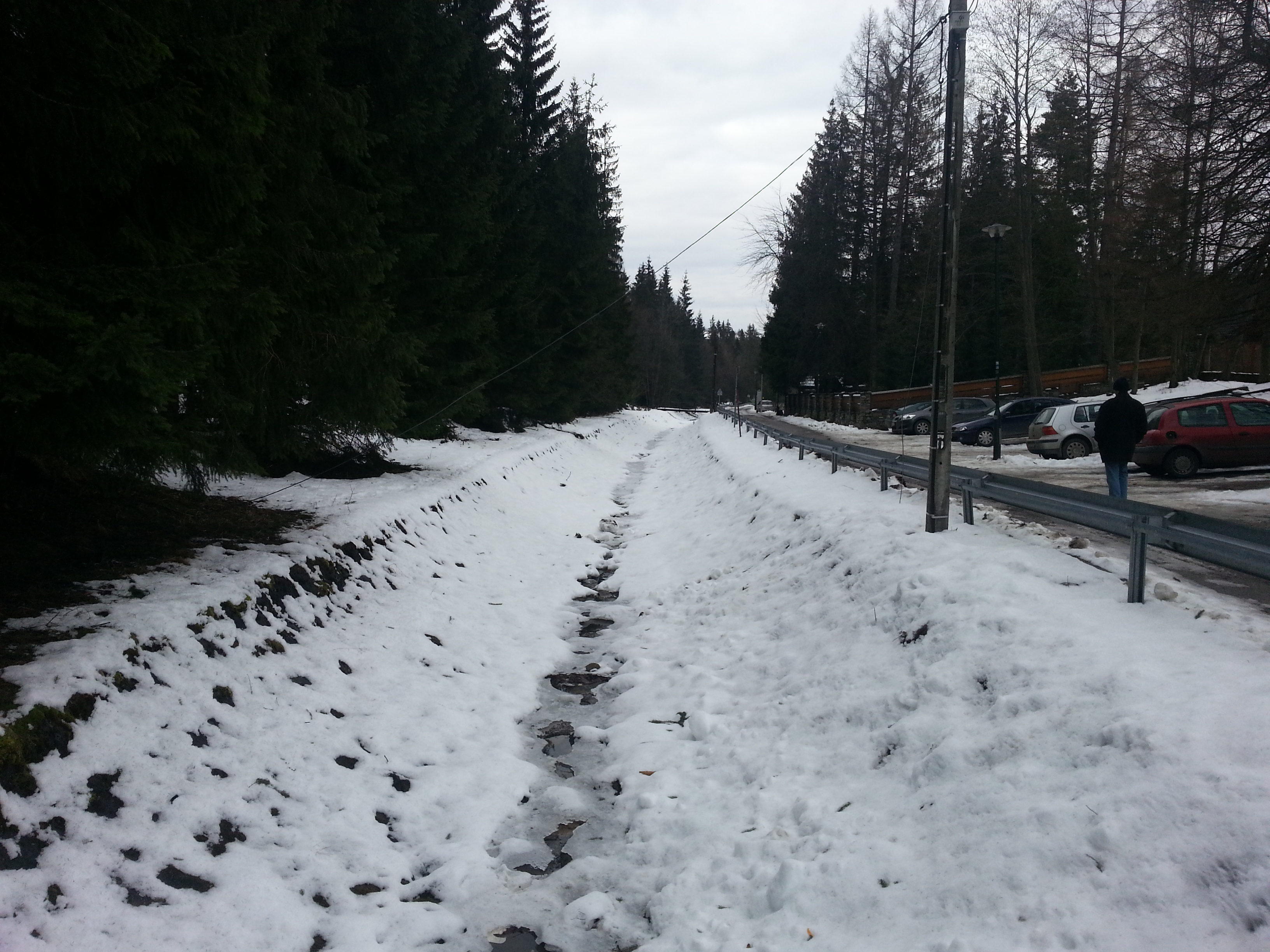
Bystra w Zakopanem przy Bulwarach Słowackiego zimą

Potok płynie dnem Doliny Bystrej w Tatrach Zachodnich. Swój początek bierze na wysokości 1175 m n.p.m. w Wywierzysku Bystrej. Pod Kalacką Turnią na wysokości 1168 m uchodzi do niego woda z drugiego Wywierzyska Bystrej. Obydwa odwadniają masyw Giewontu. W odcinku górnym koryto potoku ma szerokość do 1 m, ilość płynącej nim wody jest niewielka. Potok zasilany jest tutaj źródłami o niewielkiej wydajności i wysiękami na dnie doliny wypełnionym osadami morenowymi. Średni przepływ wody poniżej wywierzysk wynosi około 500 l/s, a wyżłobione w osadach akumulacyjnych koryto rozszerza swoją szerokość do 2 m. Potok nadal zasilany jest licznymi źródłami i wysiękami morenowymi. Pod Myślenickimi Turniami na wysokości 1150 m uchodzi do niego woda z Goryczkowego Wywierzyska, a poniżej wywierzyska koryto dzieli się na kilka ramion. We wszystkich wywierzyskach temperatura wody jest stała i wynosi 4–4,5 °C. Poniżej wylotu Doliny Kasprowej z moreny wypływa gęsta sieć zasilających go cieków.
Bystrą zasila szereg strumieni wypływających z wachlarzowato ułożonych dolin, w które rozwija się Dolina Bystrej. Są to potoki: Kondratowy, Goryczkowy razem ze Świńskim Potokiem oraz Kasprowy Potok. Poniżej połączenia dopływów Bystra wpływa na teren Kuźnic, gdzie wpada do niej potok Jaworzynka wypływający z Jaworzynki. Objętość płynącej wody jest zmienna i zależna od zasilania opadami. Średnio na wysokości mostu w Kuźnicach przepływa około 500 l/s. Po opuszczeniu Kuźnic łożysko Bystrej przegradza tama, tworząca spory zbiornik. Tama daje początek sztucznej przykopie – Foluszowemu Potokowi – i dalszemu biegowi Bystrej, która od tego miejsca ma uregulowany nurt. Po opuszczeniu Tatr Bystra płynie przez Zakopane wzdłuż ulic Chałubińskiego i Sienkiewicza, a następnie na osiedlu Kamieniec na wysokości 802 m n.p.m. wpada do Zakopanki.
Przy Bystrej prowadzą szlaki turystyczne:
- niebieski: Kuźnice – Kalatówki – Giewont,
- zielony: Kuźnice – Kasprowy Wierch,
- niebieski: Kuźnice – Boczań – Hala Gąsienicowa,
- zielony: Kuźnice – Nosal – „Murowanica”.